# Curtis (A Coruña)
Curtis ist eine spanische Gemeinde in der Autonomen Gemeinschaft Galicien. Curtis ist auch eine Stadt und eine Parroquia. Der Verwaltungssitz der Gemeinde ist Teixeiro. Die 4.181 Einwohner (Stand: 2024), leben auf einer Fläche von 116,70 km², 58 km von der Provinzhauptstadt A Coruña entfernt.

## Bevölkerungsentwicklung der Gemeinde
Quelle: INE-Archiv – grafische Aufarbeitung für Wikipedia

## Gemeindegliederung
Die Gemeinde Curtis ist in vier Parroquias gegliedert:
| Parroquias            | Patrozinium | Einwohner 2024 | Fläche km² | Dichte Einw./km² | Höhe msnm | Ortskennzahl |
| --------------------- | ----------- | -------------- | ---------- | ---------------- | --------- | ------------ |
| Curtis                | Santaia     | 1.936          | 33,14      | 58               | 521       | 15032010000  |
| Fisteus               | Santa María | 495            | 40,14      | 12               | 489       | 15032020000  |
| Foxado                | Santa María | 342            | 40,20      | 9                | 559       | 15032030000  |
| Santa María de Lurdes | Santa María | 1.362          | 3,04       | 448              | 525       | 15032040000  |

## Wirtschaft
| Ackerbau, Viehzucht und Fischerei                                                  | 0262  | 014,19 |
| Industrie                                                                          | 0383  | 020,74 |
| Bauwirtschaft                                                                      | 0148  | 08,01  |
| Dienstleistungsbetriebe                                                            | 1,054 | 057,07 |
| Total                                                                              | 1.847 | 100,00 |
| * Daten aus dem Statistischen Amt für Wirtschaftliche Entwicklung in Galicien, IGE |       |        |

## Söhne und Töchter der Stadt
- Lucas Vázquez (* 1991), Fußballspieler